# Тоска (опера)
Тоска (итал. Tosca), melodramma, опера у три чина Ђакома Пучинија

## Либрето
Луиђи Илика (Luigi Ilica) и Ђузепе Ђакоза (Giuseppe Giacosa) према драми „Тоска“ (La Tosca) Викторијена Сардуа (Victorien Sardou).

## Праизведба
14. јануар 1900, Рим у Teatro Costanzi.

## Праизведба у Србији
10. јануар 1914, Београд

## Ликови и улоге
| Флорија Тоска ()    | позната певачица      | сопран       |
| Марио Каварадоси () | сликар                | тенор        |
| Барон Скарпија ()   | Шеф римске полиције   | баритон      |
| Чезаре Анђелоти ()  | политички затвореник  | бас          |
| Црквењак            |                       | баритон      |
| Сполета ()          | агент римске полиције | тенор        |
| Шароне ()           | жандар                | бас          |
| Тамничар            |                       | бас          |
| Пастир              |                       | дечји сопран |

Кардинал, Судија, Роберти (полицијски мучитељ), Писар, Службеник, Наредник војске
Војници, жбири, даме, господа, грађани, народ, министранти, хор цркве Сант'Андреа и др.

## Место и време
Рим, 14. јун послеподне (I чин) и вече (II чин), као и рано јутро 15. јуна (III чин) 1800. године

### чин
Црква Сант’ Андреа дела Вале (Sant’ Andrea della Valle). Послеподне је и црква је празна. Анђелоти се скрива у цркву где му је сестра сакрила кључ од породичне капеле њеног мужа, Атавантијевих, где му је спремила женску одећу да би могао успешно да побегне. Црквењак долази да среди цркву и донесе чисте четкице за сликара Каварадосија, који ради на слици Марије Магдалене. Изненађен је што сликара нема када је јасно чуо некога. Када се зачују звона, црквењак клекне и моли Angelus. Долази сликар да настави рад и открива слику. Црквењак је шокиран када види да је то лик жене која већ данима долази сама у цркву и дуго се у њој моли. Каварадоси потврђује да ју је насликао јер га је задивио њен лик тако предан у молитви. Ипак, она није особа коју он воли, већ је то Флорија Тоска. У познатој арији Recondita armonia, он говори о уметности која успева да две тако различите лепотице, незнану плавокосу и црну Тоску, сједини у његовом срцу и док он слика Магдалену, његове мисли су испуњене само Тоскиним ликом. Црквењак га прекорева што се тако поиграва са светицом и себи у браду гунђа да се боље и не може очекивати од републиканаца. Црквењак одлази и напомиње Каварадосију да закључа када буде ишао. Сликар остаје сам. Анђелоти, мислећи да је црква поново празна излази из капеле и препознаје сликара, којег зна као великог подржаваоца Републике. Открива му да је његова сестра све ризиковала да га спасе од Скарпије. Каварадоси схвата: та девојка која се тако предано молила и он ју је насликао је деловала као особа коју испуњава велика љубав... и то је била сестринска љубав. Он се зариче да ће му помоћи и по цену живота. Одједном, споља се зачује Тоска која је наишла на закључана врата цркве и дозива Марија. Он каже Анђелотију да се сакрије у капелу и да сачека док се он не реши Тоске. Даје му своју корпу са храном и склања га у капелу. Тоска улази и љубоморно пита Каварадосија са ким је то причао јер је чула разговор и шуштање одеће. Он је уверава да је све то умислила. Тоска оставља то по страни и позива Марија да дође по њу вечерас у позориште где она пева у краткој представи и после тога ће отићи у његову вилу. Он је неодлучан јер не зна шта ће бити са Анђелотијем. Тоска покушава да га смекша и говори му о ноћи пуној месечине, шапата и мириса и о својој љубави. Марио подлеже њеном завођењу и обећава да ће доћи. Ипак, она мора ићи и оставити га да што пре заврши. Она невољко креће, али јој поглед скрене слика на којој Каварадоси ради. Већ је негде видела те плаве очи... и сети се: то је маркиза Атаванти. Марио то потврди, али Тоска је бесна. Да ли то значи да је вара... и тада се сети разговора и шуштање хаљине које је чула. Мисли да је преварена и да је Каварадоси више не воли. Он успева да је разувери и она одлази, али само ако обећа да у цркву неће доћи нека плавуша или црнка која ће му скретати поглед. Пред одлазак даје му савет: Ипак... насликај јој очи црне!. Чим Тоска оде, Каварадоси одлази у капелу по Анђелотија. Даје му кључ од своје виле до које може стићи углавном пустим путем од цркве. Тамо је сигурно, али у случају нужде, у врту је бунар који је дубок, а на пола дубине је пролаз који води до мале, али сигурне пећине. Тада се зачује топ са тврђаве, знак да је Анђелотијев бег откривен. Он бежи, а Каварадоси креће са њим. У цркву утрчава црквењак са радосним вестима: Наполеон је поражен у бици код Маренга. Разочаран је што Каварадосија нема јер ужива да растужи сликара који подржава Французе. Он позива цео црквени хор и министранте да се спреме, јер ће касније тог дана бити одржана посебна служба у част победе, а увече ће бити велика парада и на забави код краљице ће кантату у част победе певати Тоска. Хор је весео јер знају да ће добити повишицу за посебну службу и раздрагано играју и певају у цркви у част победе. У том тренутку улази барон Скарпија са својим шпијунима и жандарима. Бесно отпушта хор, али задржава црквењака. Сполета и остали треба да претраже цркву и да пазе на улаз јер је Анђелоти виђен у околини. Од црквењака тражи да му покаже капелу Атавантијевих. Нашавши је откључану, види то као добар знак и улази. Иако нема Анђелотија, ипак има вредан траг... изгубљену лепезу на којој је грб маркизе Атаванти. Док размишља ко је још могао да му помогне у бегу, он види и њен лик на слици Марије Магдалене. Црквењак у капели налази празну корпу са сликаревим ручком и Скарпија схвата да је Каварадоси био саучесник у Анђелотијевом бегу. Тада се враћа Тоска и он одлучује да је наведе да изда љубавника и то ће учинити лепезом, као што је Јаго то учинио са марамицом у „Отелу“. Тоска је тужна што Марија нема, а она жели да му саопшти да је вечерас обавезна да пева пред краљицом и неће моћи да се нађе с њим. Скарпија успева да је убеди да је лепезу нашао међу сликаревим стварима, да мора да је био са неком женом и да је, када их је неко прекинуо, она њу изгубила у бегу. Тоска, схрвана јадом, заклиње се да ће их ухватити и да неће Атавантијева имати Марија вечерас. Скарпија за њом шаље своје жандаре. Црква се пуни светом и почиње свечани Te Deum у част победе код Маренга. Ипак, Скарпија мисли на Тоску и он само размишља како да се реши Каварадосија и да она заврши у његовим рукама. У молитви га прекине хор и он се, уз речи: „Тоска, због тебе заборављам и на Бога!“, заједно са окупљеним народом прикључује хвалоспеву Богу.
Палата Фарнезе (Palazzo Farnese). Касније исте вечери, Скарпија вечера у својим одајама. Размишља о хватаљњу бегунца, али му се мисли стално враћају на Тоску. У вези ње има план: хоће да буде његова, али мало ужитка има у удварању, „љубавним речима под месечином“. Његов приступ је насилно освајање плена. Оно за чим жуди, ухватиће, искористити и одбацити и затим кренути у потрагу за нечим другим. Долази Сполета са вестима да су пратили Тоску до удаљене виле, и када је она отишла, упали су. Нису нашли Анђелотија, а Каварадоси је био толико дрзак да су га ухапсили. Каварадоси је дрзак и са Скарпијом и прекине га у пола речи када се са спрата испод, где краљица одржава бал, зачује Тоскин глас у кантати (није Пучинијево дело, већ је преузета од Ђованија Паизијела). Скарпију иритира овакав наступ сликара, као и Тоскин глас који му одвлачи пажњу. Он упозорава Каварадосија да каже где је Анђелоти, иначе ће ову информацију из њега извући насилним путем. Улази Тоска и Каварадоси је упозорава да ћути о оном што је видела у вили. Скарпија наређује да Марија одведу у собу за испитивање где треба да употребе најпре редовне методе, а даље, како он нареди. Оставши сам са Тоском, распитује се шта је било са оном лепезом. На њен одговор да је то била само луда љубомора, он се чуди откуд таква жар у одговору, да се случајно не брине да ће можда нешто издати? Пошто Каварадоси и даље одбија да говори, он даје наређење да буду упорнији. Тоска у страху пита шта се тамо дешава и да ли треба лагати да би се Скарпија задовољио. Он одговара да се закон, макар и силом, мора поштовати. Марио је везан, а око главе има обруч који га на свако порицање стеже и пушта му крв без икакве милости. Док се из собе за мучење чују Каварадосијеви крици, а Скарпија је све упорнији, Тоска све више попушта и на крају каже где је Анђелоти. Марија онесвешћеног доносе, а када доће себи и пита Тоску да ли је признала, она одговара да није. Али, Скарпија гласно наређује Сполети да оду по Анђелотија у вилу, у бунар у башти. Каварадоси проклиње Тоску. Улази Шароне са страшним вестима: вест о победи код Маренга није тачна, Наполеон је победио, а генерал Мелас је у бегу. Марио тријумфује и Скарпију у лице назива крвником и тиранином. Тоска покушава да га заустави, али Скарпија наређује да га одведу на стратиште. Поново остаје насамо са Тоском и одаје јој да већ дуже време чезне за њом. Она прети да ће се пре бацити кроз прозор, али Скарпија је пита: „А мени ћеш оставити Марија?“. Очајна, она у арији Vissi d’arte, vissi d’amore, пита Бога зашто јој тако узвраћа, када је она живела само за љубав и уметност и свим несрећнима помагала. Сполета се враћа са вестима да се Анђелоти убио када су га нашли. Тоска схвата да га сада ништа не спречава да убије Марија. Скарпија јој даје избор: да му се препусти или ће Марио умрети. Она пристаје, али само ако га ослободи и да јој пропусницу да заједно напусте државу. Скарпија се слаже. Наређује Сполети да Каварадоси буде стрељан, али само привидно као што је учињено са грофом Палмијеријем. Тоска не зна да је Палмијери мислио да ће бити привидно стрељан, али је био преварен и убијен. Сполета одлази, а Скарпија пише пропусницу. Тоска са нестрпљењем чека следећи Скарпијин корак, и тада угледа нож на столу. Када он крене ка њој да је загрли она му га зарије у срце. Из непомичне руке му истргне пропусницу, али ипак не може да га остави тек тако на поду и ставља са обе стране тела две свеће и полаже му распеће на груди. Тргне је звук добоша и она журно одлази.
Горња платформа тврђаве Сант’Анђело (Castel Sant’Angelo). Ноћ се ближи крају, на небу сијају звезде. Из околине се чује песма пастирчета, а околином одзвањају звона римских цркава које звоне на јутрење. Одред војника доводи Каварадосија. Тамничар му каже да има још један сат и да свештеник чека на њега за последњу исповест. Каварадоси то одбија, али нуди тамничару последњу вредност што му остаје, прстен, ако му допусти да напише писмо Тоски и ако јој га преда. Тамничар пристаје и одлази. Каварадоси почиње да пише, али застане и присећа се времена безбрижне љубави њега и Тоске. У арији E lucevan le stelle говори како жали за тим временом и како не жели да умре. Долази Тоска са пропусницом од Скарпије. Каварадоси је зачуђен таквим поступком, а Тоска му објашњава кроз шта је прошла и шта је учинила. Каварадоси је теши и убеђује да је правда водила њену руку. Она му саопштава план и упозорава да мора на први пуцањ да падне и да се не помера док га она не позове, и тада су слободни. Напустиће Рим заувек и живети срећни. Долази одред за стрељање и Тоска га опомиње да уверљиво падне. Док гледа како се војници спремају, нека тескоба је обузима. Уверава себе како је све то фарса, али ипак је немирна. Војници пуцају и Марио пада. Тоска је задивљена како је уверљиво одглумио и полако гледа за војницима док одлазе. Када остану сами, Тоска дозива Марија да устане и да беже, али када му приђе схвата Скарпијину превару. Из унутрашњости се чују повици: Сполета и Шароне су дошли са вестима о Скарпијиној смрти и знају да је то починила Тоска. Када истрче на платформу крену да ухвате Тоску, али их она одгурне, попне се на бедем и уз повик: „Скарпија, хајдемо пред Бога“ баци се у понор.

## Познате музичке нумере
- [Дај ми боје... Дивнога ли склада] – Каварадосијева арија (I чин)
- [Зар не жудиш за нашом кућом] – Дует Тоске и Каварадосија (I чин)
- [Три жбира, кола... Иди, Тоска!] – Скарпијин ариозо, финале I чина
- – [Више сласти освајање има] Скарпијина арија (II чин)
- [За уметност и љубав живех] – Тоскина арија (II чин)
- [И звезде су сјале] – Каварадосијева арија (III чин)
- [О нежне руке, благе и чисте] – Дует Тоске и Каварадосија (III чин)